# Limitierte Proteolyse
Die Limitierte Proteolyse ist ein Begriff aus der Biochemie und der Physiologie und bezeichnet die Abspaltung einzelner Peptid-Fragmente aus einem großen Vorläufer-Peptid. Im Körper werden so aus inaktiven Enzym-Vorstufen aktive Enzyme. Limitiert ist diese Art der Proteolyse, weil nur ganz bestimmte Fragmente abgespalten werden können und müssen, um ein funktionstüchtiges Protein zu erhalten.
Eine weitere Form der limitierten Proteolyse ist die Abspaltung der Signalsequenz von Exportproteinen, also Proteine, die eine Zelle für „außen“ synthetisiert; darunter fallen sowohl Sekretproteine (z. B. Insulin), aber auch Zellmembran-Proteine im rauen endoplasmatischen Retikulum.
Große Teile der Blutgerinnungs-Kaskade verlaufen über die Aktivierung von Enzymen durch die limitierte Proteolyse. Und auch viele Hormone (z. B. Renin) sind solche Proteasen, die dann aus Vorläufer-Proteinen (z. B. Angiotensinogen) durch Abspaltung aktive Peptid-Hormone (z. B. Angiotensin I) machen. In der Bauchspeicheldrüse verhindert die limitierte Proteolyse die Selbstverdauung des Organs, indem die inaktive Vorstufe Trypsinogen erst durch die Enteropeptidase der Dünndarmschleimhaut zum eiweißspaltenden Enzym Trypsin überführt wird.